# Saroma
Saroma (佐呂間町, Saroma-chō) est un bourg du district de Tokoro, situé dans la sous-préfecture d'Okhotsk, sur l'île de Hokkaidō, au Japon.

## Géographie

### Démographie
Au 31 mars 2015, la population de Saroma s'élevait à 5 565 habitants répartis sur une superficie de 404,94 km2.

### Climat
| Mois                                  | jan.       | fév.       | mars       | avril      | mai       | juin      | jui.      | août      | sep.      | oct.      | nov.       | déc.       | année      |
| ------------------------------------- | ---------- | ---------- | ---------- | ---------- | --------- | --------- | --------- | --------- | --------- | --------- | ---------- | ---------- | ---------- |
| Température minimale moyenne (°C)     | −15,6      | −16,3      | −9,5       | −1,8       | 3,8       | 8,9       | 13,6      | 14,8      | 10,1      | 2,9       | −3,2       | −11,7      | −0,3       |
| Température moyenne (°C)              | −8,5       | −8,4       | −2,9       | 4,2        | 10,3      | 14,2      | 18,2      | 19,4      | 15,6      | 9         | 2,1        | −5,4       | 5,6        |
| Température maximale moyenne (°C)     | −2,6       | −2         | 2,5        | 10,2       | 16,9      | 20,2      | 23,9      | 24,9      | 21,6      | 15,3      | 7,5        | 0,1        | 11,5       |
| Record de froid (°C) date du record   | −34,3 1985 | −35,4 1978 | −30,8 1986 | −18,1 1987 | −5,7 1983 | −2,1 1998 | 3,5 2015  | 4,5 1980  | −0,5 2017 | −5,6 2014 | −16,7 1998 | −27,5 1978 | −35,4 1978 |
| Record de chaleur (°C) date du record | 9,9 1983   | 11,7 2010  | 17,1 2018  | 30,9 1998  | 39,5 2019 | 34,4 2010 | 36,7 2021 | 36,8 1984 | 33,4 2010 | 28,2 1987 | 22 2003    | 16,2 1989  | 39,5 2019  |
| Ensoleillement (h)                    | 90,6       | 110,2      | 149,6      | 163,6      | 176,2     | 160,3     | 158       | 152,5     | 154,8     | 149       | 117,1      | 96,8       | 1 678,5    |
| Précipitations (mm)                   | 39,3       | 27,5       | 28,3       | 42         | 57,6      | 69,7      | 109,3     | 138,1     | 123,5     | 90,2      | 52,5       | 52,1       | 829,9      |
| dont neige (cm)                       | 150        | 124        | 103        | 34         | 3         | 0         | 0         | 0         | 0         | 1         | 23         | 121        | 556        |
| Nombre de jours avec précipitations   | 10,9       | 8,8        | 9,4        | 9,1        | 10        | 10,5      | 11,7      | 12,1      | 11,5      | 10,1      | 9,8        | 10,4       | 124,3      |
| Nombre de jours avec neige            | 10,3       | 9,2        | 7,5        | 2,3        | 0,3       | 0         | 0         | 0         | 0         | 0         | 1,6        | 8,1        | 39,3       |

| Diagramme climatique                                  |             |             |            |             |             |               |               |               |             |             |              |
| J                                                     | F           | M           | A          | M           | J           | J             | A             | S             | O           | N           | D            |
| −2,6−15,639,3                                         | −2−16,327,5 | 2,5−9,528,3 | 10,2−1,842 | 16,93,857,6 | 20,28,969,7 | 23,913,6109,3 | 24,914,8138,1 | 21,610,1123,5 | 15,32,990,2 | 7,5−3,252,5 | 0,1−11,752,1 |
| Moyennes : • Temp. maxi et mini °C • Précipitation mm |             |             |            |             |             |               |               |               |             |             |              |